# Система аварийного спасения экипажа РН «Союз»
Система аварийного спасения экипажа РН «Союз» — комплекс технических средств, установленных на ракете-носителе «Союз», предназначенный для спасения членов экипажа в случае аварийной ситуации ракеты-носителя на любом участке полёта. Постоянное совершенствование системы, разработка которой началась практически одновременно с началом пилотируемой космонавтики, гарантирует спасение экипажа практически во всех сценариях аварийного прекращения полёта.

## Конструкция

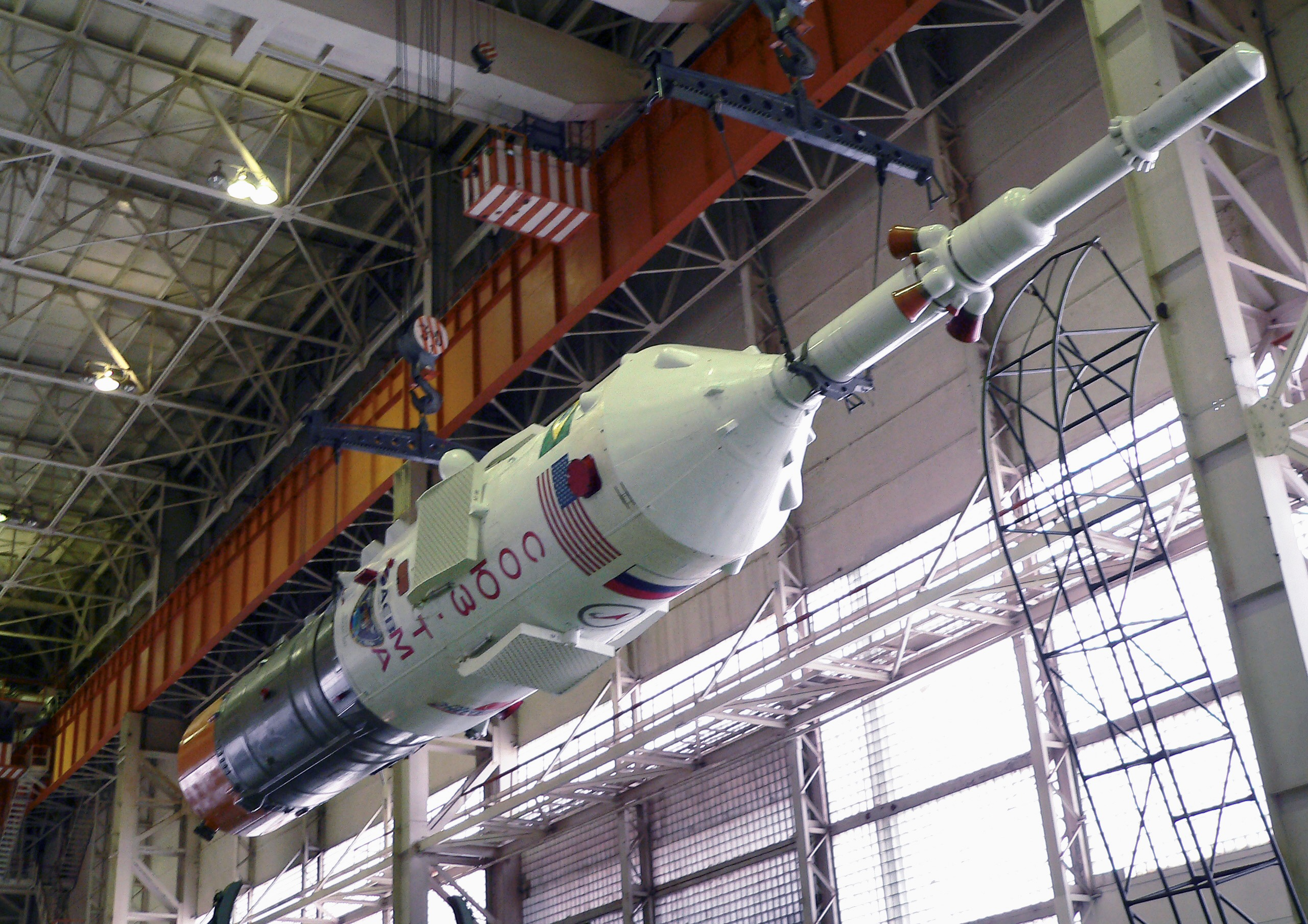
Космический корабль Союз ТМА-8 в процессе сборки, видна ДУ САС на головном обтекателе и сложенные решетчатые стабилизаторы

Самым существенным отличием РН «Союз» от предыдущих носителей типа Р-7, предназначенных для пилотируемых полётов, стала разработанная под руководством Королёва в ОКБ-1 система аварийного спасения (САС) нового типа, предназначенного для спасения экипажа при авариях ракеты-носителя с момента активации САС (за 15 минут до старта ракеты-носителя) и на любом участке полёта.
РН «Союз» проектировалась для вывода на околоземную орбиту космических кораблей одноимённой программы «Союз».
Корабль «Союз» состоит из трёх отсеков — бытового, приборно-агрегатного и спускаемого аппарата (СА). СА с космонавтами находится в середине связки, поэтому для спасения экипажа, приходится уводить от основного тела ракеты связку из бытового отсека и СА, вместе с головным обтекателем (ГО).
Расположение двигательных установок САС по тянущей схеме — сверху на штанге, а не в нижней части, под космическим кораблем, диктовалось соображениями экономии веса и горючего, так как сразу после набора ракетой-носителем достаточной высоты, штанга вместе с двигателями отстреливается от обтекателя.
На створках головного обтекателя РН «Союз» установлены твердотопливные ракетные двигатели (РДТТ) разделения, уводящие отделяемый головной блок с экипажем, на участке между отделением двигательной установки САС и сбросом головного обтекателя. На вершине модуля расположен вспомогательный двигатель для увода в сторону головного обтекателя после срабатывания основного твердотопливного двигателя отделения.
Твердотопливная двигательная установка САС представляет собой два многосопловых блока твердотопливных двигателей (для разделения и увода отделяемого головного блока) и четыре небольших управляющих РДТТ. Корабль соединяется с головным обтекателем тремя опорами, которые окружают спускаемый аппарат и «упираются» в нижний шпангоут бытового отсека. На этом шпангоуте спускаемый аппарат как бы «висит».
Усилие от ДУ САС на СА передаётся через два силовых пояса (верхний и нижний) и специальный ложемент в который установлен спускаемый аппарат. Также существует дополнительное крепление в верхней части головного блока фиксирующее бытовой отсек.
В 1965 году в ходе разработки САС выяснилось, что при возникновении аварии сброс ГО целиком невозможен без сильного удара по приборно-агрегатному отсеку. Для устранения данной проблемы было решено разделить обтекатель на две части поперечным стыком, чтобы при срабатывании ДУ САС от ГО отделялась только его верхняя часть. При этом нижняя часть ГО вместе с приборно-агрегатным отсеком космического корабля оставалась с ракетой.
Для сохранения устойчивости в полёте на ГО стали устанавливать четыре решетчатых стабилизатора. Такая конструктивно-компоновочная схема отделяемого головного блока САС стала базовой для всех модификаций ракет серии «Союз» и КК «Союз» в будущем.
В состав системы аварийного спасения входят:
- автоматика САС (блоки автоматики, программно-временное устройство, блоки питания, гироприборы, бортовая кабельная сеть);
- двигательная установка системы аварийного спасения (ДУ САС);
- двигатели головного обтекателя (РДГ);
- механизмы и агрегаты САС, размещаемые на головном обтекателе (решётчатые стабилизаторы, ложементы, верхние опоры, механизмы аварийного стыка, противопожарная система, средства отделения блистера оптического визира).

## Сценарии работы
В зависимости от момента аварии, спасение экипажа предусмотрено по одной из трёх основных программ, соответствующим трём основным участкам полёта:
- на первом участке (начиная с момента за 10-15 минут до старта ракеты и до сброса головного обтекателя с двигательной установкой САС);
- на втором участке (на временном промежутке между 161 и 522 секундами полёта);
- на третьем участке (с 522 секунды, но до достижения целевой орбиты космическим аппаратом).

В отличие от аварийных режимов прекращения полётов «Спейс шаттлов», САС «Союза» не предусматривает сценария ухода космического аппарата на орбиту, так как третья ступень РН имеет одну двигательную установку и ограниченный запас топлива, недостаточный для повторной попытки достичь целевой орбиты.

### Сценарий первого участка полёта

Схема баллистического спуска «Союз Т-10-1»

Программа применяется от момента включения САС в дежурный режим на стартовой позиции (за 10—15 минут до старта ракеты) до момента сброса головного обтекателя, вместе с которым (или несколько ранее) сбрасывается твердотопливная двигательная установка. По этой программе в момент возникновения аварии включается сигнализация на пульте космонавтов, аварийно выключаются двигательные установки ракеты-носителя (только при авариях после 20 с полёта), космический корабль разделяется по стыку между спускаемым аппаратом и приборно-агрегатным отсеком, фиксируются силовые связи, удерживающие СА и бытовой отсек внутри головного обтекателя. Далее разделялся поперечный стык в средней части головного обтекателя и раскрывались решетчатые стабилизаторы. Одновременно с раскрытием стабилизаторов запускается основной твердотопливный двигатель.
В процессе работы основного двигателя ДУ САС включаются рулевые двигатели увода, формирующие траекторию увода отделяемого головного блока. Отделяемый головной блок должен подняться на высоту не менее, чем 850 метров и быть уведённым от места старта в сторону не менее, чем на 110 метров.
В районе вершины траектории увода происходит отделение спускаемого аппарата от бытового отсека и включается твердотопливный двигатель разделения, обеспечивающий увод головного обтекателя вместе с бытовым отсеком на безопасное расстояние от спускаемого аппарата. После отделения включается система управления спуском, которая должна демпфировать угловые возмущения капсулы с космонавтами, полученные при разделении. Затем по команде программно-временного устройства (при аварии на малых высотах) или по команде барометрического датчика (при аварии на больших высотах) начинается ввод парашютной системы. При аварии в первые 26 секунд полёта предполагается посадка спускаемого аппарата на запасном парашюте, а после 26 секунды полёта — на основном. В процессе спуска на парашюте бортовые системы подготавливаются к посадке.
При срабатывании РДТТ экипаж может испытывать перегрузки до 10g. Тяга РДТТ составляет 76 тс, а время работы — менее 2 секунд.
По данному сценарию был спасён Союз Т-10-1, ракета-носитель которого взорвалась прямо на стартовом столе.

### Сценарий второго участка полёта
Программа срабатывает при авариях между 161 и 522 секундами полёта. По этой программе в момент аварии включается сигнализация на пульте космонавтов, аварийно выключаются двигательные установки ракеты-носителя, бортовые системы спускаемого аппарата переводятся в аварийный режим работы.
По истечении определённой временной задержки отделялся бытовой отсек, а затем разделялся спускаемый аппарат и приборно-агрегатный отсек. После разделения система управления спуском разворачивает спускаемый аппарат в плоскости тангажа и при входе в атмосферу обеспечивает его спуск в режиме «максимального аэродинамического качества». При дальнейшем снижении система приземления работает по штатной программе.

### Сценарий третьего участка полёта
При аварии после 522 секунды и до выхода на орбиту производится разделение отсеков космического корабля по штатной схеме, но спуск проходит по баллистической траектории, при этом перегрузки могут превышать 10g.

## Случаи срабатывания

### 14 декабря1966 года— Союз 7К-ОК № 1
Беспилотный. После отмены пуска по техническим причинам, ошибочно выдана команда на срабатывание САС на старте. Система была включена много часов подряд, и её гироскопы отработали изменение положения ракеты в силу вращения Земли как уход с курса. САС отработала безупречно, но разделение привело к пожару и взрыву РН, а также гибели одного из офицеров стартовой команды.

### 27 сентября1967 года— Союз 7Л-Л1 (4 Л, Зонд-4А)
Это была первая попытка беспилотного облёта Луны, но полёт закончился аварией РН в 65 км от места старта. САС сработала штатно, и спускаемый аппарат приземлился неповреждёным (если бы это был пилотируемый полёт, экипаж остался бы живым).

### 22 ноября1967 года — Союз 7К-Л1 (4 Л, Зонд-4Б)
Вторая попытка беспилотного облёта Луны. Отказ ракеты-носителя «Протон» через 4 секунды после запуска второй ступени. САС заглушила двигатели РН и спасла спускаемый аппарат. Носитель упал в 300 км от космодрома.

### 20 января1969 года— КК 7К-Л1 (Зонд-7А)
При попытке запуска корабля в беспилотном режиме ракета-носитель «Протон» взорвалась. САС заглушила двигатели РН и спасла спускаемый аппарат.

### 3 июля1969 года — Н-1
Изделие № 5Л с беспилотным кораблём 7К-Л1А/7К-Л1С (11Ф92) «Зонд-М» (прототипом ЛОК) и макетом лунного посадочного корабля ЛК (11Ф94) комплекса Л3. Пуск состоялся 3 июля 1969 года и также закончился аварийно из-за ненормальной работы периферийного двигателя № 8 блока А. Ракета успела вертикально взлететь на 200 метров — и началось отключение двигателей. За 12 секунд были отключены все двигатели, кроме одного — № 18. Этот единственный работающий двигатель начал разворачивать ракету вокруг поперечной оси. На 15-й секунде сработали пороховые двигатели САС, и спускаемый аппарат, оторванный от носителя, успешно улетел. На 23-й секунде носитель плашмя упал на место старта.

### 5 апреля1975 года—Союз-18-1
На 261-й секунде полёта, когда должно было произойти отделение второй ступени ракеты, этого не случилось, и ракету стало раскачивать. Сработала автоматическая система отделения возвращаемого аппарата от ракеты. Во время спуска космонавты испытали пиковую перегрузку 20 g (по другим источникам — 21,3 g и даже 26 g). Аппарат приземлился к юго-западу от города Горно-Алтайск, на высоте 1200 м на заснеженный склон горы Теремок-3. Космонавты Василий Лазарев и Олег Макаров были спасены, однако, как позже выяснилось, здоровье Лазарева довольно сильно пострадало из-за больших перегрузок.

### 26 сентября1983 года—Союз Т-10-1
Взрыв ракеты-носителя на стартовом столе. Жертв во время аварии не было. САС сработала за 2 секунды до того, как ракета разрушилась, рухнув вниз в приямок стартового стола. В течение четырёх секунд работы твердотопливных двигателей САС космонавты Владимир Титов и Геннадий Стрекалов без последствий для здоровья испытали перегрузки от 14 до 18 g, поднявшись на высоту 650 метров и затем по инерции до 950 метров, где произошло раскрытие парашюта. Через 5 минут спускаемый аппарат с космонавтами приземлился в четырёх километрах от места аварии. По состоянию на 2018 год, это единственный случай, когда была задействована двигательная установка САС на головном обтекателе для спасения экипажа.

### 11 октября2018 года—Союз МС-10
Произошло аварийное отключение двигателей второй ступени на 165-й секунде после отделения боковых блоков первой ступени от центрального блока второй ступени. За несколько секунд до этого был штатно отстрелен основной двигатель САС, поэтому эвакуацию спускаемого аппарата обеспечивали дополнительные твердотопливные двигатели, расположенные в головном обтекателе. В составе экипажа были космонавт «Роскосмоса» Алексей Овчинин и астронавт НАСА Тайлер Хейг, третье место на корабле занял контейнер с грузом (место предназначалось для последующего возвращения космонавта из ОАЭ: Хазза аль-Мансури или Султан Аль-Нейади).